# Wibi Soerjadi

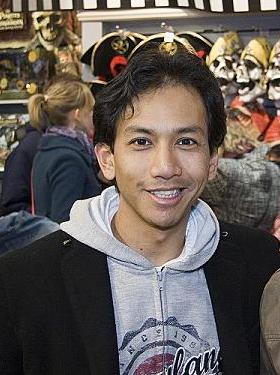
Wibi Soerjadi

Wibisono Augustino Soerjadi (Leiden, Países Bajos, 2 de marzo de 1970) es un pianista y compositor holandés.
Estudió el piano en el Conservatorio de Ámsterdam y completó sus estudios de piano con Jan Wijn en 15 años.
- Datos: Q2651974
- Multimedia: Wibi Soerjadi / Q2651974